# MainStreet (popgroep)
MainStreet is een voormalige Nederlandse boyband. De groep bestond uit Nils Käller, Daan Zwierink, Owen Playfair en Rein van Duivenboden. De groep kreeg bekendheid door hun deelname aan het Junior Songfestival 2012. Daarnaast zijn zij de eerste groep in de geschiedenis van het Junior Songfestival van wie de single al tijdens de voorselectie in de hitlijsten kwam. Ook zijn ze de eerste boyband in de geschiedenis die in Nederland op nummer één debuteerde met hun eerste album. MainStreet-fans noemen zich "Mainiacs".
Op 19 juni 2016 gaven ze hun afscheidsconcert.

## Geschiedenis

### 2011-2013: ontstaan en Junior Songfestival
Mainstreet ontstond in 2011 nadat Nils Käller, Daan Zwierink, Owen Playfair en Rein van Duivenboden alle vier individueel auditie hadden gedaan voor het eerste seizoen van The Voice Kids. Geen van de vier wist uiteindelijk de "blinde audities" te halen, maar ze hielden contact en de vier besloten als groep verder te gaan.
Omdat de vier jongens uit heel Nederland kwamen, was het aanvankelijk moeilijk om samen te werken. Bovendien namen naast school ook andere bezigheden tijd in beslag. Het lukte uiteindelijk toch actief met "MainStreet" bezig te zijn en ze schreven gezamenlijk het nummer Stop the time. Het liedje werd door het producerteam Future Presidents onder handen genomen en de groep wist de finale te halen van het Junior Songfestival 2012. Met 32 punten lieten ze de overige drie kandidaten achter zich. Ze werden derde in de finale en kregen het laagste aantal punten van de kinder- en vakjury. Van het publiek kregen ze daarentegen juist het hoogste aantal punten.
MainStreet was de eerste groep of artiest in tien jaar Junior Songfestival van wie al een nummer in de Single Top 100 terechtkwam zonder dat er nog een winnaar was aangewezen. Tot dan toe kwamen alleen de singles van de winnaars, nadat de finale was uitgezonden, in de Single Top 100 terecht.
Op 1 december 2012 stond MainStreet in het voorprogramma van het Junior Eurovisiesongfestival.

### 2013: platencontract en debuutalbum
Op 30 januari 2013 tekenden ze hun eerste platencontract bij New Skool Records, een nieuw label opgericht door Future Presidents in samenwerking met Universal. Het debuutalbum Breaking the Rules kwam uit op op 29 maart dat jaar. Mind is blown eindigde uiteindelijk op nummer acht in de Single Top 100 en betekende de definitieve doorbraak voor de groep.
Op 2 februari ging de verkoop van hun eerste twee concerten van start in 013 in Tilburg en De Helling in Utrecht. Tijdens deze concerten lanceerde MainStreet zijn debuutalbum.
Op 9 februari ging de verkoop van hun eerste tournee, de MainTour, van start in Paradiso in Amsterdam, 013 en Tivoli in Utrecht.
De jongens waren in verschillende televisieprogramma's te zien, zoals Van der Vorst ziet sterren, Life4You, RTL Boulevard, Editie NL, All You Need Is Love en De Wereld Draait Door.
Op 5 april schreef MainStreet geschiedenis door als eerste jongensband met hun debuutalbum op 1 binnen te komen in de albumhitparade in Nederland. Hiermee stootten ze Racoon van de eerste plek.
Op 13 april stond MainStreet in het voorprogramma van Justin Bieber tijdens zijn Believe Tour in het GelreDome, aangezien Carly Rae Jepsen verhinderd was.
In mei kwam de single Despicable me uit, geschreven door Pharrell Williams. Het liedje is het officiële titelnummer van de film Despicable Me 2, die uiteindelijk de meest bezochte film van het jaar werd. De single kwam op nummer 15 binnen in de Single Top 100.
Op 20 september bracht de groep wederom een titelnummer uit, dit keer van de nieuwe Disney-serie Violetta. De videoclip van het liedje, The world is mine, ging in première op Disney Channel en zorgde voor een kijkcijferrecord.
Op 8 november kwam de vijfde single van het album Breaking the rules uit. Het liedje Hell's a lot like love was mede geschreven door Jorgen Elofsson, bekend van hits voor onder meer Kelly Clarkson, de Ierse groep Westlife en Britney Spears. Het nummer was afkomstig van de luxe-editie van het album Breaking the rules, aangevuld met nieuwe nummers en een dvd. Deze speciale editie kwam ook binnen in de top 10 van de Album Top 100.
Op 19 december werd de albumtrack My main girl toegevoegd als downloadbare inhoud aan het populaire videospel Just Dance 2014, waarmee MainStreet de eerste Nederlandse artiest was met een eigen liedje in een Just Dance-spel.
Op 22 december sloot MainStreet 2013 af met het grootste concert ooit gegeven door een Nederlandse jongensband in de Americahal in Apeldoorn.

### 2014: forum, boeken en documentaire
Op 18 januari stond MainStreet op het Eurosonic-festival.
Op 13 maart won MainStreet de Streetteam Award tijdens de uitreiking van de XITE Awards in Amsterdam.
Op 11 april bracht MainStreet de single Dreamers uit, die gaat over pesten. De jongens werden tevens ambassadeur van 'Stichting Aandacht voor Pesten' en lanceerden het eerste landelijke online forum voor jongeren om anoniem te praten over problemen op school of thuis. De single ging bij Domien op radiozender 3FM in première. Ze speelden het nummer voor het eerst live tijdens de uitzending van het BNN-programma Stop pesten op de nationale dag tegen pesten.
Op 27 april stond MainStreet in een uitverkocht Vredenburg Leidsche Rijn in Utrecht voor meer dan 2000 fans. Vlak daarna begon de verkoop van hun nieuwe MainTour langs de grote zalen van Poppodium Metropool in Hengelo, Paard van Troje in Den Haag, De Oosterpoort in Groningen en 013 in Tilburg.
Op 31 mei verscheen de documentairefilm Living our dream eenmalig in de bioscoop. De dvd kwam op nummer 1 binnen in de dvd-hitlijsten.
De jongens brachten voorts kort na elkaar drie nieuwe singles uit: Miss wonderful, All we wanna do en The missing piece. Samen met het eerder uitgebrachte Dreamers vormen de singlehoesjes een geheel.
Op 10 oktober kwam de eerste Engelstalige single uit, getiteld Runaway. Het gelijknamige tweede album van de groep verscheen een week later en eindigde op nummer 3 in de Album Top 100.
Op 16 november bracht MainStreet een fanfictieboek uit via uitgeverij Kluitman. Het verhaal was bedacht door een fan en uitgewerkt door een professioneel schrijfster, Victoria Farkas. Op een oproep zelf een fanfictieverhaal over MainStreet in te sturen, waren honderden inzendingen gevolgd, waaruit de beste was gekozen.
Op 27 november kondigde MainStreet een nieuw concert aan in TivoliVredenburg in Utrecht op 5 april 2015.

### 2015: ambassadeur van de vrijheid
Op 17 januari 2015 werd tijdens Eurosonic Air op de grote markt in Groningen door 3FM-dj Paul Rabbering bekendgemaakt dat MainStreet samen met Caro Emerald, Dotan en Jett Rebel ambassadeur van de vrijheid werd. Op 5 mei vlogen de leden van MainStreet met een helikopter door Nederland en traden zij op op de bevrijdingsfestivals in Zwolle en Assen.
Op 15 april (de verjaardag van Nils) ging de nieuwe single Ticket to the Moon in première bij Giel Beelen op 3FM. De single kwam op 24 april uit. Ticket to the Moon is tevens de titelsong van de Nederlandse speelfilm SpangaS in actie.
Op 1 mei was MainStreet gastredactie van Metro's Vrijheidskrant: zij bepaalden mede wat er die dag in de krant kwam. Metro heeft een oplage van 500.000.
Op 1 mei verscheen ook de nieuwe ep #PLAY, die meteen bovenaan in de iTunes-hitlijst stond.
Op 1 mei ging ook de videoclip van het liedje Dear Kitty (Song for Anne) in première op de Metro's nieuwswebsite. De tekst van het liedje is gericht aan Kitty, het dagboek van Anne Frank, en werd geschreven voor het theaterstuk ANNE, waar de jongens het liedje voor het eerst live speelden. Dear Kitty (Song for Anne) speelden zij ook op de bevrijdingsfestivals op 5 mei.
Op 9 juni kondigde uitgeverij Kluitman aan dat er in november een officiële biografie van de jongens uit zou komen. De titel werd The Story So Far en het boek vertelt het verhaal vanaf de vorming van de band in 2011 tot en met hun ambassadeurschap in 2015.
Op 12 juni verscheen de videoclip van Pass it on. De video was geschoten op 5 mei, toen de jongens met een helikopter door Nederland vlogen en optraden tijdens verschillende bevrijdingsfestivals.
Op 18 oktober ging de derde tournee #PLAYtour van start in muziekcentrum Gebr. De Nobel in Leiden.
Op 26 oktober begon de verkoop van de Pathé Fan Events met onder andere de primeur van de nieuwe videoclip/korte film van de komende single Change is Good.
Op 20 november verscheen MainStreets vierde album Change is Good: The Singles Collection. Op het album staan alle veertien singles, inclusief de die maand gelijktijdig los verschenen single Change is Good, plus een bonusremix van Forever and a Day.
Op 10 december gaf de band een liveoptreden in het ochtendprogramma van Giel Beelen. MainStreet speelde een cover-medley van de Mega Top 50-hits. Er werd echter zo vals gezongen dat Beelen de band vroegtijdig afkapte. Luisteraars hadden inmiddels negatieve sms-berichten verstuurd naar het programma. Diezelfde avond nam MainStreet revanche op Giel tijdens RTL Late Night, waar de jongens wel goed zongen.

### 2016: laatste single en concert
Na vijf jaar kondigde MainStreet op 6 april 2016 in het programma RTL Boulevard aan te stoppen. One Day in June, een afscheidsconcert in TivoliVredenburg op 19 juni, en de single Goodbye werden de laatste wapenfeiten.

## Bandleden
| Naam                  | Geboortedatum   | Geboorteplaats            |
| --------------------- | --------------- | ------------------------- |
| Nils Käller           | 15 april 1998   | Amsterdam (Noord-Holland) |
| Owen Gregory Playfair | 28 mei 1998     | Purmerend (Noord-Holland) |
| Daan Zwierink         | 10 maart 1998   | Goor (Overijssel)         |
| Rein van Duivenboden  | 21 januari 1999 | Waalre (Noord-Brabant)    |

## Discografie

### Albums
| Album                                   | Verschijnen      | Label             | Hitlijsten | Hitlijsten | Opmerkingen   |
| Album                                   | Verschijnen      | Label             | NL         | NL         | Opmerkingen   |
| Album                                   | Verschijnen      | Label             | Piek       | Weken      | Opmerkingen   |
| --------------------------------------- | ---------------- | ----------------- | ---------- | ---------- | ------------- |
| Breaking the Rules                      | 28 maart 2013    | Universal Records | 1 (1 wk)   | 30         | Studioalbum   |
| Runaway                                 | 16 oktober 2014  | New Skool Records | 3          | 8          | Studioalbum   |
| Change is Good - The Singles Collection | 19 november 2015 | New Skool Records | 26         | 2          | Verzamelalbum |

### Nummers met notering(en) in een hitlijst
| Lied              | Verschijnen       | Album              | Hitlijsten  | Hitlijsten  | Hitlijsten   | Hitlijsten   | Opmerkingen                                             |
| Lied              | Verschijnen       | Album              | NL (Top 40) | NL (Top 40) | NL (Top 100) | NL (Top 100) | Opmerkingen                                             |
| Lied              | Verschijnen       | Album              | Piek        | Weken       | Piek         | Weken        | Opmerkingen                                             |
| ----------------- | ----------------- | ------------------ | ----------- | ----------- | ------------ | ------------ | ------------------------------------------------------- |
| Stop the Time     | 17 augustus 2012  | Breaking the Rules | tip17       | —           | 56           | 8            | Deelnamelied Junior Songfestival 2012                   |
| Mind Is Blown     | 15 februari 2013  | Breaking the Rules | 30          | 3           | 8            | 9            |                                                         |
| My Main Girl      | 22 maart 2013     | Breaking the Rules | —           | —           | 92           | 1            |                                                         |
| Despicable Me     | 7 juni 2013       | Breaking the Rules | —           | —           | 15           | 2            | Titelsong van de Nederlandse versie van Despicable Me 2 |
| The World Is Mine | 20 september 2013 | Breaking the Rules | —           | —           | 69           | 1            |                                                         |
| Dreamers          | 11 april 2014     | Runaway            | —           | —           | 45           | 1            |                                                         |
| Miss Wonderful    | 16 mei 2014       | Runaway            | —           | —           | 51           | 1            |                                                         |
| All We Wanna Do   | 20 juni 2014      | Runaway            | —           | —           | 58           | 1            |                                                         |
| The Missing Piece | 4 juli 2014       | Runaway            | —           | —           | 63           | 1            |                                                         |

### Dvd's
| Dvd's met hitnoteringen in de Nederlandse DVD Top 30 | Datum van verschijnen | Datum van binnenkomst | Hoogste positie | Aantal weken | Opmerkingen |
| ---------------------------------------------------- | --------------------- | --------------------- | --------------- | ------------ | ----------- |
| Living our dream                                     | 2014                  | 07-06-2014            | 1(2wk)          | 13           |             |